# Сквежина
Сквежина (пол. Skwierzyna, нім. Schwerin an der Warthe) — місто в західній Польщі, біля місця впадіння Обри до Варти.
Належить до Мендзижецького повіту Любуського воєводства.

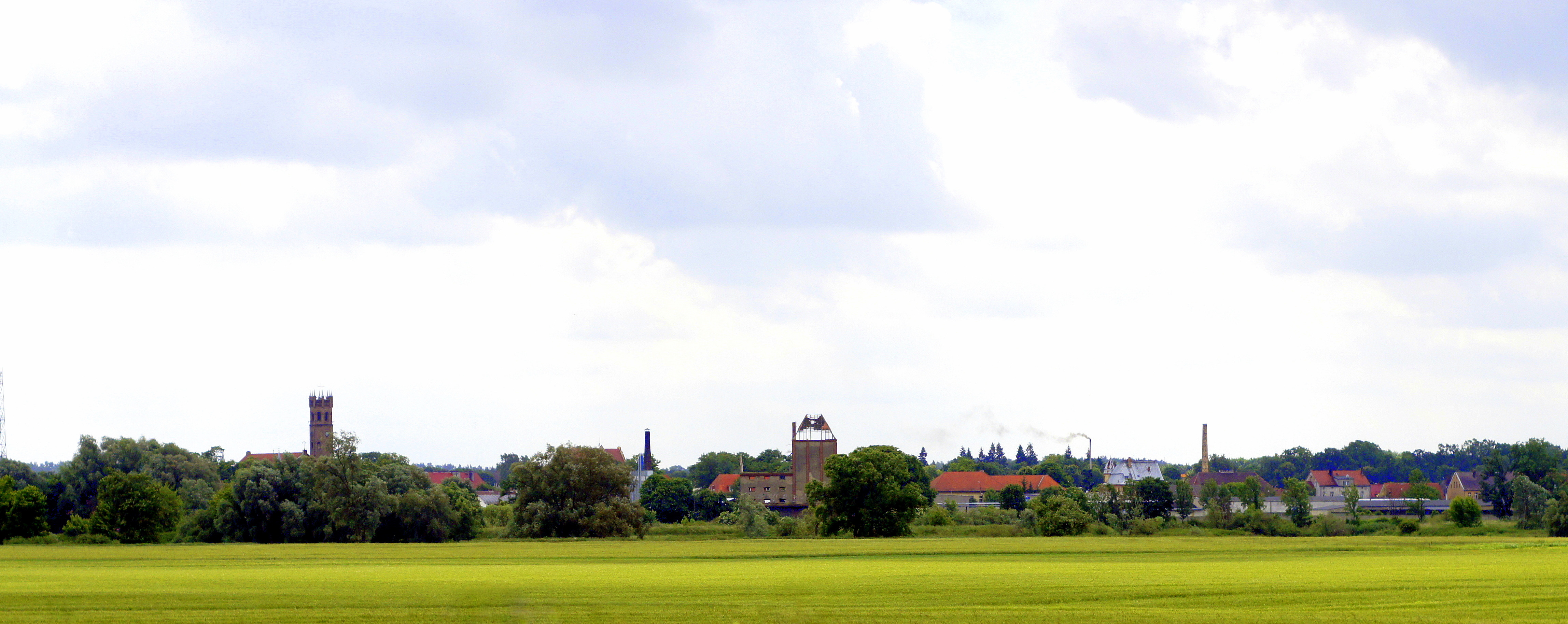

## Демографія
Демографічна структура станом на 31 березня 2011 року:
|          | Загалом | Допрацездатний вік | Працездатний вік | Постпрацездатний вік |
| -------- | ------- | ------------------ | ---------------- | -------------------- |
| Чоловіки | 4811    | 951                | 3497             | 363                  |
| Жінки    | 5193    | 908                | 3279             | 1006                 |
| Разом    | 10004   | 1859               | 6776             | 1369                 |